# Нясіярві
Нясіярві (фін. Näsijärvi) -  озеро на південному заході Фінляндії. Площа озера стаовить  256 км², глибина - до 58 м. Озеро судноплавне, по ньому також транспортують деревину. На берегах озера розташоване місто Тампере.  
На честь озера названо астероїд 1534 Нясі.